# Phoenicophorium
Phoenicophorium borsigianum (tiếng Anh thường gọi là Latanier Palm hoặc Thief Palm) là một loài thực vật có hoa thuộc họ Arecaceae.
Đây là loài đặc hữu của Seychelles.
Nó là một trong chỉ một vài loài bản địa của Seychelles có thể mọc được ở các khu vực khô cằn hoặc xói mòn.

## Hình ảnh

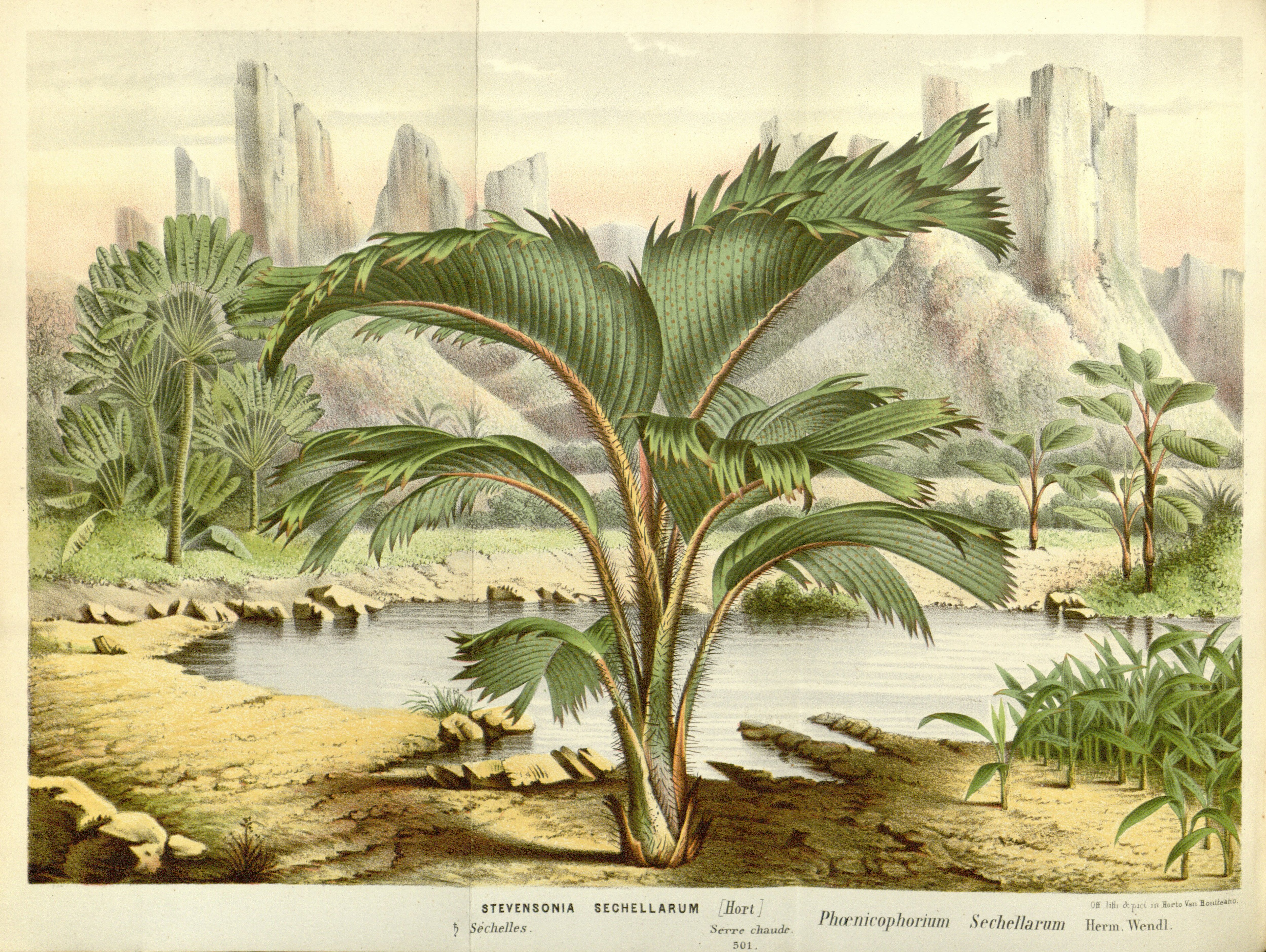